# José de Barrasa y Fernández de Castro
José de Barrasa y Fernández de Castro (Cádiz, 1847-1929) fue un marino de guerra, político y senador del Reino de España.

## Biografía
José de Barrasa y Fernández de Castro nació en 1847 en el seno de una familia de la alta sociedad gaditana dedicada a la burguesía y a la Armada. 
Participó en la  guerra hispano-estadounidense como capitán de navío y dirigiendo la tercera división de la marina española, compuesta únicamente de tres cruceros auxiliares, el Buenos Aires, el Antonio López y el Alfonso XII. Finalmente su división fue destinada al Cabo de San Roque, Brasil, para hostigar al tráfico mercante del enemigo. 
En su carrera militar en la Armada alcanzó el grado de vicealmirante.
También fue gobernador de Guinea Ecuatorial (del 3 de mayo de 1886 al 2 de enero de 1887), cuya actuación fue decisiva, tanto para la contención del expansionismo franco-alemán en el Muni, como para la delimitación de un territorio que España iba a reivindicar con ahínco durante los posteriores años. 
Debido a su buen hacer como gobernador interino, años más tarde fue nombrado máxima autoridad de la colonia para luchar contra las presiones francesas sobre Bata y el río Benito. 
La finalidad clara de su segundo nombramiento como gobernador del golfo de Guinea era la de respetar escrupulosamente los términos del statu quo, a fin de evitar cualquier incidente violento que imposibilitará una solución diplomática del diferendo. 
Desde 1890 se mostró como uno de los más fieles amigos del político gaditano Canalejas. Como canalejista. Fue elegido diputado (1910-1914) y senador (1916) del reino de España. En 1910 fue director general de Navegación y Pesca Marítima, hallándose en dicho cargo le fue ofrecido el cargo de ministro de Marina por el presidente Canalejas, rechazando dicho cargo el propio Barrasa. 
Fue miembro del partido liberal, del cual llegó a ser presidente en Cádiz.
A lo largo de su vida recibió numerosas distinciones como la Medalla de la Campaña del Pacífico, también fue nombrado hijo Benemérito de la Patria. 

Falleció el 18 de enero de 1929.